# Conocyema adminicula
Conocyema adminicula är en djurart som tillhör fylumet rhombozoer, och som beskrevs av Bayard Harlow McConnaughey 1949. Conocyema adminicula ingår i släktet Conocyema och familjen Conocyemidae. Inga underarter finns listade i Catalogue of Life.